# Sándor Kisfaludy
Sándor Kisfaludy (ur. 27 września 1772 w Sümegu, zm. 28 października 1844 tamże) – węgierski poeta preromantyczny, brat Károlya Kisfaludyego.
Kisfaludy był poetą szlachty (pokazywał świat oczami przeciętnego szlachcica), w swojej twórczości przeszedł granicę między oświeceniem a romantyzmem.
Podczas zbiorów winogron poznał swoją miłość, Rózę Szegedy. Służył w gwardii królewskiej, został dyscyplinarnie wysłany na front w północnych Włoszech, gdzie w 1796 po poddaniu Mediolanu dostał się do niewoli napoleońskiej. Przebywał w Prowansji. Po wymianie jeńców służył w pułku wirtemberskim. W 1799 wrócił na Węgry i poślubił ukochaną. W 1809 wziął udział w pospolitym ruszeniu przeciwko Napoleonowi.
W literaturze węgierskiej był zapamiętany szczególnie jako autor dwóch cyklów liryków miłosnych, zadedykowanych Rózie Szegedy: Nieszczęśliwa miłość oraz Szczęśliwa miłość. W 1807 wydano oba cykle. Napisał również Podania z przeszłości Węgier, epos Miłość Gyuli (1825) i dramaty Jan Hunyady i Władysław Kumańczyk. Wydanie zbiorowe w ośmiu tomach ukazało się w 1892.
Kisfaludy wielokrotnie akcentował, że najważniejsza jest poezja serca i naturalność.
Niektóre utwory poety przełożył na język polski Antoni Lange.